# Martin Strange-Hansen
 Der er flere personer med dette navn, se Martin Hansen.
Martin Strange-Hansen (født 8. april 1971) er en dansk filminstruktør og manuskriptforfatter.
Martin Strange-Hansen debuterede som instruktør fra Den Danske Filmskole i 2001 med afgangsfilmen Når lysterne tændes med Jesper Asholt i hovedrollen. Filmen, som Strange-Hansen skrev manuskript til sammen med Flemming Klem er baseret på novellen "Min kone forstår mig ikke" af Finn Søeborg. Den vakte en del opmærksomhed, og blev i 2002 belønnet af det Amerikanske Filmakademi Academy of Motion Picture Arts and Sciences med en Student Academy Award (en såkaldt Baby-Oscar) som bedste udenlandske filmskolefilm. Samme år skrev og instruerede han novellefilmen Der er en yndig mand, med Martin Buch i hovedrollen. Der er en yndig mand blev i 2003 hædret med en Oscar for bedste kortfilm.
Efter succesen med Der er en yndig mand instruerede Strange-Hansen i 2005, spillefilmen Den Rette Ånd skrevet sammen med Flemming Klem. Han har i 2006 skrevet og instrueret afsnit i tv-serien Nynne.
Martin Strange-Hansen stod i 2008 bag Danmarks første webisode og en af de første mobisodes i verden, tween-animationsserien Pinly & Flau. Serien, som var baseret på virkelige, pinlige oplevelser indsendt af over 300 unge fra hele Danmark, vandt i 2009 anerkendelse ved The Webby Awards, internettets Oscaruddeling.
Martin strange-Hansen har senest instrueret børne-kortfilmen "Her bor Jensen", med blandt andre Ditte Hansen og Jesper Asholt på rollelisten. Manuskriptet til filmen skrev Strange-Hansen i samarbejde med Bo Hr. Hansen.
Siden 2010 har Martin Strange-Hansen ved siden af sit virke som filminstruktør været formand for Danske Filminstruktører.

## Ekstern henvisning
- Martin Strange-Hansen på Internet Movie Database (engelsk)
- Martin Strange-Hansen på Filmdatabasen
- Martin Strange-Hansen på danskefilm.dk
- Martin Strange-Hansen på danskfilmogtv.dk
- Martin Strange-Hansen på Scope
- Martin Strange-Hansen på AlloCiné (fransk)
- Martin Strange-Hansen på AllMovie (engelsk)
- Martin Strange-Hansen på The Movie Database (engelsk)
- http://www.pinlyflau.com Arkiveret 18. september 2017 hos  Wayback Machine
- Danske Filminstruktørers hjemmeside: http://www.filmdir.dk